# Paceřice
Paceřice är en ort i Tjeckien. Den ligger i den norra delen av landet, 80 km nordost om huvudstaden Prag. Paceřice ligger 336 meter över havet och antalet invånare är 259.
Terrängen runt Paceřice är platt åt sydväst, men åt nordost är den kuperad. Runt Paceřice är det tätbefolkat, med 286 invånare per kvadratkilometer. Närmaste större samhälle är Liberec, 16,9 km norr om Paceřice. Trakten runt Paceřice består till största delen av jordbruksmark.